# USS Cowanesque
El USS Cowanesque (AO-79) fue un petrolero de flota de clase T2-SE-A1 Suamico de la Armada de los Estados Unidos durante la Segunda Guerra Mundial.
El barco fue construido por Sun Shipbuilding and Drydock Co. en Chester, Pensilvania, con el número de casco 315 y el número 308 del USMC en 1943. Botado el 11 de marzo de 1943, como SS Fort Duquesne, patrocinado por la Sra. M. Hitchner, el barco fue adquirido por la Armada el 25 de marzo de 1943 y puesto en servicio el 1 de mayo de 1943.

## Hundimiento

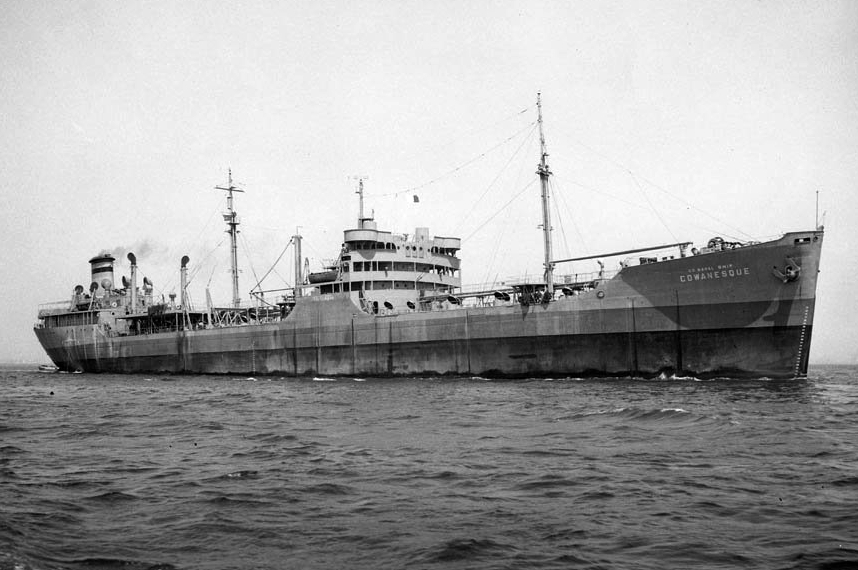
El Cowanesque en la década de 1950.

El 1 de octubre de 1949, el buque fue transferido al Servicio de Transporte Naval y entró en servicio como buque no comisionado con el nombre de USNS Cowanesque (T-AO-79) el 18 de julio de 1950. Fue reclasificado como buque petrolero de transporte (T-AOT-79) (fecha desconocida). El buque se hundió frente a Okinawa (Japón) el 23 de abril de 1972.